# Ferdinand von Baumbach
Ferdinand von Baumbach (* 31. Dezember 1851 in Kassel; † 17. Mai 1912 in Berlin) war ein deutscher Gutsbesitzer und Mitglied des Preußischen Abgeordnetenhauses.

## Leben

### Herkunft und Familie
Ferdinand von Baumbach kam aus dem Haus Ropperhausen der zur Althessischen Ritterschaft zählenden Adelsfamilie von Baumbach, die bereits 1246 erstmals urkundlich erscheint und aus der zahlreiche Persönlichkeiten der hessischen Geschichte hervorgegangen sind.
Er war ein Sohn des Generalleutnants Friedrich von Baumbach (1817–1880) und dessen Ehefrau Anna von Münchhausen (1821–1890).
Am 6. Juli 1881 heiratete er Alma Bischof (1854–1881) und nach deren Tod 1890 Klara Matusch (* 1858), mit der er die Kinder Friedrich Ludwig (* 23. Oktober 1891), Anna Emma (* 30. November 1892), Hans Erich (* 14. Januar 1894) und Hilmar hatte.
Seine Schwester Hedwig (1855–1902) hatte 1879 Albrecht von Rehdiger, Herr auf Striese und Schebnitz, geheiratet.
Anna (* 1859) verehelichte sich 1883 mit Erich von Baumbach (1855–1893) aus dem Hause Lenderscheid

### Wirken
Ferdinand war Fideikommissherr auf dem Gut Roppershausen. Das Fideikommiss wurde 1856 mit einer Größe von 816 ha Landbesitz gestiftet.
Er war Offizier (Oberleutnant) in der preußischen Armee, betätigte sich politisch und wurde Kreisdeputierter im Kreis Ziegenhain.
Von 1889 bis 1912 hatte er für die Konservativen des Wahlkreises 8 Homberg/Ziegenhain ein Mandat im Preußischen Abgeordnetenhaus.